# Centro Austral de Investigaciones Científicas
El Centro Austral de Investigaciones Científicas (CADIC)  es un centro regional de investigaciones multidisciplinarias dependiente del CONICET, ubicado en la zona austral de Argentina. 

## Historia
El CADIC fue creado 9 de abril de 1969 por iniciativa del Dr. Bernardo Houssay, a través del decreto del Poder Ejecutivo Nacional N.º 1674, dependiente del Consejo Nacional de Investigaciones Científicas y Técnicas (Argentina) (CONICET). El 1 de octubre del año 1981, comenzó a funcionar dentro del predio actual al habilitarse sus instalaciones en la ciudad de Ushuaia,  Provincia de Tierra del Fuego, Argentina. 
En el año 2013 se inauguraron una serie de ampliaciones que incluyeron nuevas oficinas, laboratorios, depósitos y viviendas.

## Áreas de investigación
Las áreas de investigación abarcan las cuatro grandes áreas en las que el CONICET divide la ciencia:
- Ciencias Agrarias, de Ingeniería y de Materiales
- Ciencias Biológicas y de la Salud
- Ciencias Exactas y Naturales
- Ciencias Sociales y Humanidades

Se realiza en el mismo investigación básica y aplicada sobre distintas disciplinas, entre ellas Antropología, Biología Marina, Biología Terrestre, Ecología y Geología, enfocadas en la zona austral del País.

## Dependencias
Cuenta con una estación meteorológica en la que realizan observaciones desde el año 1985. En 2022 se instaló una Estación de Monitoreo Ambiental Costero en la Isla Redonda (Canal Beagle) en conjunto con el IADO
Del CADIC depende también la Estación Astronómica Río Grande (EARG), en la que se realizan investigaciones conjuntas con la Facultad de Ciencias Astronómicas y Geofísicas (FCAG) de la Universidad Nacional de La Plata (UNLP).

## Equipamiento
El CADIC cuenta con una flota de 6 camionetas todo terreno de diversas marcas y 4 embarcaciones a motor (3 semirrígidos), entre las cuales destaca por su tamaño el ARA Shenú. 